# Jamil Mahuad
Jamil Mahuad Witt (Loja, 29 luglio 1949) è un politico ecuadoriano.
È stato presidente della Repubblica dell'Ecuador dal 10 agosto 1998 al 21 gennaio 2000.

## Biografia
Di ascendenza cristiano-libanese da parte di padre e tedesca da parte di madre, Mahuad studiò presso i salesiani e i gesuiti prima di iscriversi all'università e laurearsi in scienze politiche e sociali nel 1973 e in giurisprudenza nel 1979. Ha completato la propria formazione nel 1989 conseguendo un MPA presso la John F. Kennedy School of Government dell'università di Harvard, negli Stati Uniti.
Iscritto al partito centrista Democracia Popular-Unión Demócrata Cristiana (DP-UDC) dal 1981, dal 1983 al 1984 ricoprì l'incarico di ministro del lavoro e delle risorse umane nel governo presieduto da Osvaldo Hurtado.
Tra il 1986 e il 1988 e poi dal 1990 al 1992 fu deputato al Congresso Nazionale per la provincia del Pichincha. Nel 1988 si candidò per la prima volta alla presidenza della Repubblica risultando il quinto più suffragato con l'11% dei voti.
Nel 1992 divenne sindaco di Quito e fu riconfermato nell'incarico anche nel 1996. In tale veste varò alcuni provvedimenti, come l'accesso ai servizi pubblici e il potenziamento del trasporto pubblico urbano, che gli assicurarono un forte prestigio personale. Nel 1997 prese parte alle proteste contro il presidente Abdalá Bucaram e a febbraio, dopo la sua destituzione, favorì la nomina ad interim di Fabián Alarcón a scapito di Rosalía Arteaga Serrano. Nello stesso anno, a marzo, rimase vittima di un ictus cerebrale mentre si trovava a Barcellona per una conferenza.

### Presidenza
Candidato alle elezioni presidenziali del 1998 per Democrazia Popolare, ottenne il 35,3% dei voti al primo turno e al ballottaggio si impose di misura, con il 51,1% dei suffragi, sul candidato populista Álvaro Noboa, che chiese invano al tribunale elettorale il riconteggio dei voti. Tra i primi atti della sua presidenza, assunta il 10 agosto 1998, vi fu la stipula dell'accordo di pace con il Perù (24 ottobre), che pose fine alle dispute di confine tra i due Paesi.
Per il salvataggio di una dozzina di banche private ecuadoriane e altrettante istituzioni finanziarie, emise una legge che destinava risorse pubbliche a tale scopo, con l'intento dichiarato di proteggere il sistema finanziario nazionale. Secondo i detrattori, la legge era finalizzata invece a preservare gli istituti di credito dalla bancarotta.